# عبدالجلیل گل‌چشمه
عبدالجلیل گل‌چشمه (۱۴ شهریور ۱۳۴۵ در قورچای، استان گلستان) بازیکن فوتبال بازنشسته و مربی فوتبال ایرانی است. گل‌چشمه در لیگ آزادگان ۷۸–۱۳۷۷ با به‌ثمر رساندن ۱۴ گل، به‌طور مشترک با کوروش برمک آقای‌گل لیگ فوتبال ایران شد.

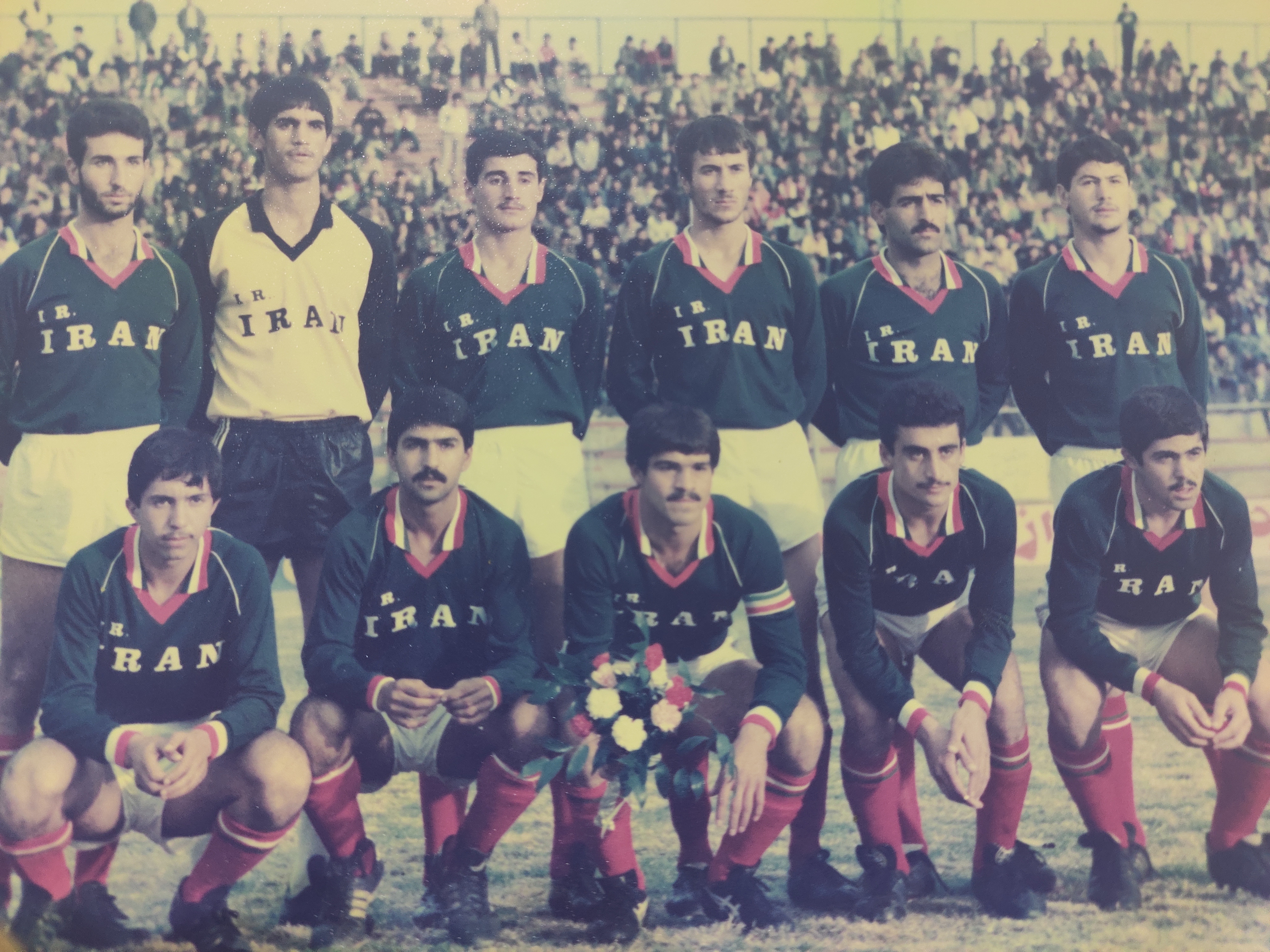
تیم ملی جوانان ایران

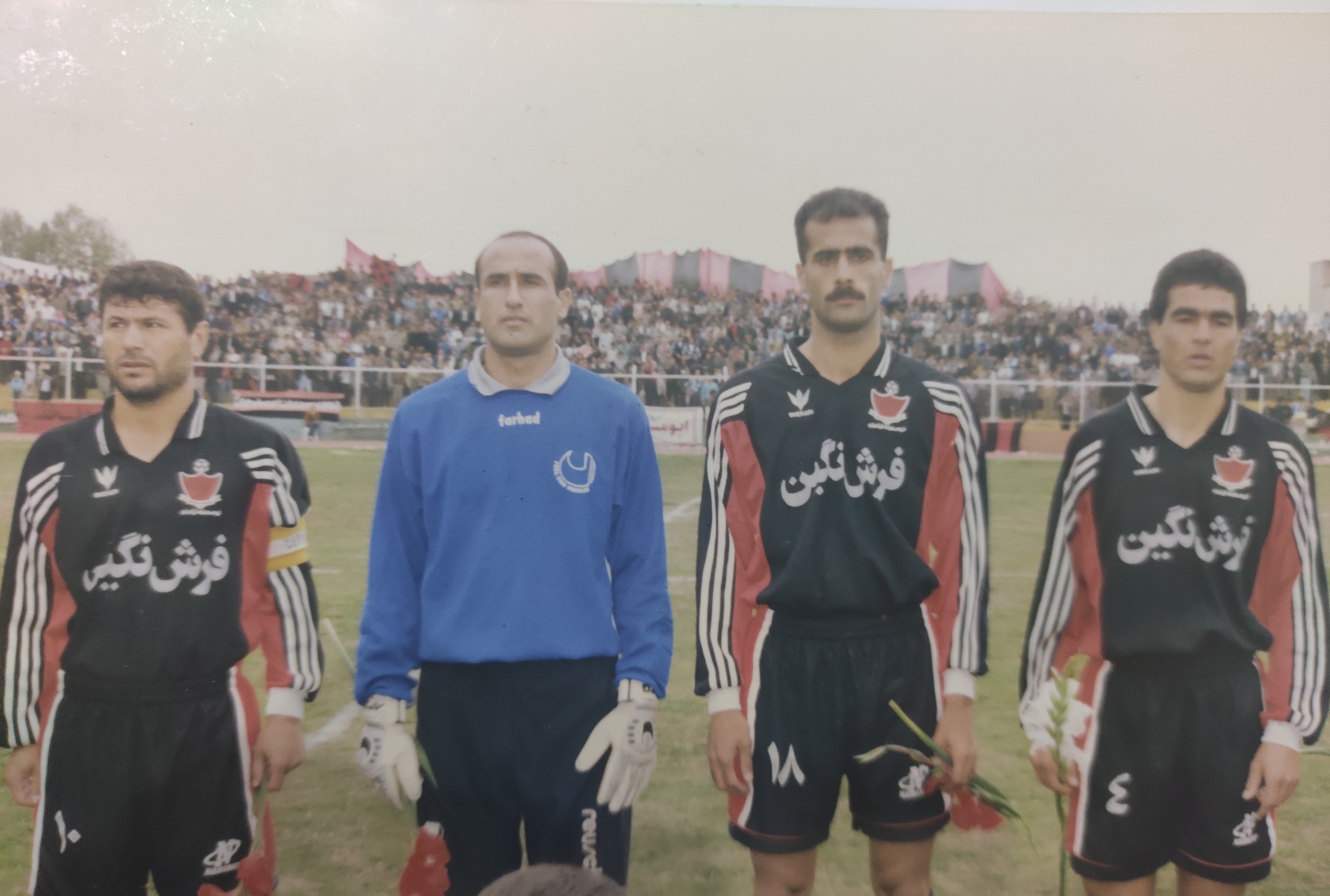
ابومسلم مشهد

عبدالجلیل گل‌چشمه یکی از بازیکنان با استعداد و گلزن فوتبال ایران بود. گل‌چشمه پس از بازی در رده‌های سنی نوجوانان و جوانان در شهر گنبد و استان مازندران، در سال‌های ۱۳۶۲ و ۶۳ عضو تیم ملی جوانان ایران شد و با بازیکنانی نظیر بهزاد غلامپور، حسین عبدی و علی‌اصغر مدیرروستا هم‌بازی بود. در سال ۱۳۶۷ با تیم ملی ب ایران در مسابقات جام ریاست جمهوری بنگلادش مقام سوم مسابقات را کسب نمودند. وی دو بار هم در زمان سرمربیگری پرویز دهداری و همین‌طور در زمان سرمربیگری علی پروین به تیم ملی بزرگسالان ایران هم دعوت شد ولی از فهرست نهایی خط خورد.
خدمت سربازی را در باشگاه ژاندارمری تهران در کنار جواد زرینچه و احمدرضا عابدزاده گذراند. با تیم شهرداری ساری آقای گل لیگ دو کشور شد و با این تیم به لیگ یک کشور صعود کرد. او با ابومسلم نیز از لیگ دو به لیگ یک کشور صعود کرد. در لیگ آزادگان ۷۸–۱۳۷۷ با تیم ابومسلم مشهد به همراه کوروش برمک آقای گل لیگ ایران شد. سپس راهی تراکتورسازی تبریز شد و پس از یک سال حضور در این تیم، وقتی تیم محبوبش ابومسلم به ردهٔ پایین‌تر سقوط کرد دوباره به این تیم بازگشت و پس از موفقیت در بازگشت با این تیم به لیگ یک کشور در سال ۱۳۸۰ از فوتبال خداحافظی کرد. عبدالجلیل گل‌چشمه پس از گذراندن دوره‌های مربیگری و اخذ مدرک A آسیا، مربیگری در تیم‌های شهر خود، گنبد کاووس را در پیش گرفت. در سال ۱۳۹۴ مدرسهٔ فوتبال پدیده گنبد را افتتاح نمود و در سال‌های اخیر تلاش‌های فراوانی در زمینهٔ استعدادیابی و کمک به فوتبال رده‌های پایه نموده‌است.

## دوران باشگاهی
- منتخب روستای قورچای (۱۳۶۲–۱۳۶۰)
- گرگانی گنبد (۱۳۶۵–۱۳۶۲)
- ژاندارمری ساری (۱۳۶۶–۱۳۶۵)
- ژاندارمری تهران (۱۳۶۷–۱۳۶۶)
- گسترش تهران (۱۳۶۸–۱۳۶۷)
- شهرداری ساری (۱۳۷۲–۱۳۶۸)
- نفت قائمشهر (۱۳۷۴–۱۳۷۲)
- ابومسلم مشهد (۱۳۷۸–۱۳۷۴)
- تراکتورسازی تبریز (۱۳۷۹–۱۳۷۸)
- ابومسلم مشهد (۱۳۸۰–۱۳۷۹)

## دوران مربیگری
- عقاب گنبد (۱۳۸۳–۱۳۸۱)
- همت گنبد (۱۳۸۸–۱۳۸۶)
- عقاب گنبد (۱۳۹۲–۱۳۹۱)